# Kabardyjska Dywizja Konna
Kabardyjska Dywizja Konna (ros. Кабардинская конная дивизия, Kabardinskaja konnaja diwizija) – kawaleryjska jednostka wojskowa białych podczas wojny domowej w Rosji
W sierpniu 1918, podczas antybolszewickiego powstania na północnym Kaukazie, została przez księcia Zaurbeka A. Dautokowa-Sieriebriakowa sformowana ochotnicza jednostka wojskowa pod nazwą Oddziału Wolności, złożona z Kabardyjczyków. Po zajęciu Kabardii przez wojska bolszewickie i ich sojuszników Oddział wycofał się na Kubań, gdzie w grudniu 1918 rozkazem gen. Antona I. Denikina na jego bazie utworzono Samodzielną Kabardyjską Brygadę Konną. 
Składała się ona z 1 i 2 Kabardyjskich Pułków Konnych, liczących po ok. 350 ludzi. Na czele Brygady stanął książę płk (potem generał major) Fiodor N. Bekowicz-Czerkasski, zaś szefem sztabu został płk Iwan N. Bielikow. W marcu 1919 r. 2 Kabardyjski Pułk Konny został włączony w skład nowo sformowanej Mieszanej Górskiej Dywizji Konnej. Wiosną 1919 r. utworzono 3, 4 i 5 Kabardyjskie Pułki Konne oraz terecką baterię artylerii konnej (4 lekkie działa). 3 września tego roku Samodzielna Kabardyjska Brygada Konna została rozwinięta w Kabardyjską Dywizję Konną. W jej skład wchodziły 1, 2, 3 i 4 Kabardyjskie Pułki Konne oraz dwa dywizjony artylerii konnej. Później został sformowany 5 Kabardyjski Pułk Konny. Rozkazem dowódcy Kaukaskiej Armii Ochotniczej gen. Piotra N. Wrangla z 27 września Dywizja została włączona do IV Korpusu Konnego. Natychmiast wysłano ją na front pod Carycynem, gdzie uczestniczyła w ciężkich walkach z grupą wojsk bolszewickich pod dowództwem Wasilija Szorina. Dowodził nią wówczas płk Saryczew, zaś od października do listopada 1919 gen. mjr Iwan D. Pawliczenko. 
Po niepowodzeniu walk wraz z pozostałymi oddziałami białych wycofała się na Krym, biorąc udział w walkach obronnych. 6 maja 1920 została rozformowana. Ostatnim dowódcą był płk Anufrijew.